# Consumer Brands Association
La Consumer Brands Association (CBA), anciennement[Quand ?] Grocery Manufacturers Association (ou GMA) est une association commerciale compétente à l'échelle des États-Unis ayant pour objet la défense des intérêts des fabricants de biens de consommation emballés (CPG). Le nom de ce groupe peut être traduit en français par Association des marques de consommation, dénomination qui évoque et englobe un domaine plus vaste que le nom précédent (en français : Association des fabricants de produits d'épicerie).
La CBA est le lobby américain des entreprises fabricant des aliments, des boissons, des produits ménagers et des produits de soins personnels. En décembre 2020, il représentait selon ses dires plus de 1 700 marques. Depuis le changement de marque de la CBA (en 2020, 18 grandes entreprises l'ont rejointe. En 2021, la CBA annonce représenter 73 entreprises de biens de consommation emballés (CPG), soit près de 2 000 marques mises sur le marché.

## Histoire
La Consumer Brands Association (CBA) a plus d'un siècle. 
Elle a été fondée fondée en 1908, d'abord sous le nom d'American Specialty Manufacturers Association, qui regroupait 45 fabricants de produits alimentaires et de produits de marque à New York. Son siège social était situé au 2401 Pennsylvania Avenue, Washington, DC.
Depuis sa création, ce lobby industriel a contribué à rédiger des lois telles que la loi fédérale sur les aliments, les médicaments et les cosmétiques en 1938, qui a donné à la Food and Drug Association (FDA) l'autorité réglementaire et a crédité des innovations, comme le Universal Product Code (également connu sous le nom de code à barres UPC) dans les années 1970. Le Smart Label est devenu un outil de divulgation numérique en 2015.
Le 1er janvier 2007, l'association a fusionné avec la Food Products Association et a formé la Grocery Manufacturers Association (GMA), la plus grande association commerciale au monde représentant l'industrie des aliments, des boissons et des produits de consommation (GMA/FPA).
Après deux épidémies de salmonelle en 2006-2007,, les membres de la GMA ont fait des efforts "pour réévaluer les pratiques de l'industrie pour éliminer la salmonelle dans les produits à faible teneur en humidité".
L'association CBA a des positions ambigües sur la notion de transparence, alors que cette notion est devenue plus populaire dans le public et dans certains milieux de l'industrie alimentaire. La transparence radicale désignerait une « approche de cuisine ouverte (open kitchen approach) » visant à communiquer clairement et honêtement aux consommateurs sur ce qui se trouve dans leurs aliments et autres produits (emballage y compris) pour qu'ils puissent faire des choix éclairés et responsables (on parle aussi de « clean label » et d'éthique sur l'étiquette. Santé Canada a promu cette approche, invitant à mettre à jour les informations sur les étiquettes des aliments, ainsi que sur le code QR scannable de Big Food (étiquette intelligente), dans l'esprit du mouvement Real Food d'Unilever, What's in my Food? et la campagne Commitment to Simple de Hershey. Des études montrent pourtant que les demandes citoyennes et gouvernementales de transparence alimentaire et les initiatives de transparence lancées par l'industrie reposent sur des logiques différentes, pouvant avoir des implications très différentes sur la manière dont le consommateur apprécie le goût et d'autres aspects, sensoriels notamment (aspect appétissant, etc.), des aliments.
En 2022, l'association a du payer 9 millions de dollars en règlement d'un procès intenté par l'État de Washington contre elle, pour violation de la loi sur la divulgation de campagne de l'État lorsque l'association s'est fortement opposée à une initiative de vote sur l'étiquetage des OGM, (Initiative 522, en 2013).

## Initiatives de lobbying
Le 5 décembre 2013, la GMA a envoyé une pétition à la FD pour soutenir une nouvelle règle permettant aux aliments fabriqués avec des organismes génétiquement modifiés (OGM) d'être étiquetés comme "naturels".
Le 16 mars 2010, la Première Dame Michelle Obama a fait appel au GMA pour l'aider avec le Let's Move! campagne pour réduire l'obésité infantile,.
En 2017, l'association a annoncé son intention de déménager dans le comté d'Arlington, en Virginie.
Après que plusieurs grandes entreprises, dont Campbell Soup Company, Unilever, Mars, Incorporated, Tyson Foods, Nestlé, Dean Foods, Hershey's et Cargill, aient quitté la GMA (depuis 2017),
en septembre 2019, l'association a annoncé qu'elle se relancerait sous le nom de Consumer Brands Association (CBA) à partir de janvier 2020. L'association rebaptisée s'est concentrée sur la représentation de l'industrie CPG et sur un nouveau programme présenté comme orienté vers le consommateur.
En mai 2020, la CBA a lancé le Conseil de la chaîne d'approvisionnement des infrastructures essentielles (CISCC), une résolution intégrée de 35 associations professionnelles ou plus qui traitent des problèmes de chaîne d'approvisionnement à court et long terme.
La CBA défend les intérêts de l'industrie CPG notamment auprès du Congrès, des législatures des États et des responsables de l'administration. Le programme de plaidoyer de la BCA  se concentre sur  :
- "des chaînes d'approvisionnement sans friction" basées sur la promotion des biens directement auprès des consommateurs ;
- "le Packaging Sustainability" qui vise à accroître la recyclabilité et à repenser le système de recyclage américain actuel ;
- une « réglementation intelligente » au niveau fédéral plutôt qu'au niveau des États ;
- un programme « Trust in CPG » qui engage GPG à vendre aux consommateurs des produits sûrs et fiables[19].

## Programmes et initiatives
Les plus connus sont : 
- Better Process Control School : pour répondre aux exigences de la FDA et de l'USDA en matière d'acidification, de traitement thermique et d'évaluation de la fermeture des conteneurs lors de la mise en conserve, la CBA organise des formations pour les entreprises qui emballent des produits alimentaires naturellement acides et/ou artificiellement acidifiés, comme les sauces tomates, les produits marinés, des jus de fruits, le coca-cola ou certains aliments pour animaux de compagnie, etc. susceptibles de corroder leurs emballages et de se contaminer par des métaux lourds ou d'autres produits indésirables[20],[21],[22] ;
- Facts Up Front - Un programme du CBA et du Food Marketing Institute, de système d'étiquetage affichant des informations nutritionnelles sur le devant des emballages d'aliments et de boissons ;
- Salles de classe pratiques ; un programme fournissant des ressources gratuites aux étudiants, enseignants, administrateurs et parents sur la sécurité alimentaire, les systèmes et la transformation ;
- La Food Waste Reduction Alliance (FWRA) qui et un effort de collaboration du CBA, de la National Restaurant Association et de la Food Industry Association visant diminuer le gaspillage alimentaire en diminuant le volume de déchets alimentaires envoyés en décharge en donnant plus d'invendus alimentaires aux personnes dans le besoin et en recyclant par la méthanisaion et le compostage les déchets alimentaires inévitables (aliments périmés...) ;
- La plateforme Smart Label [23], lancée en 2015, qui présente des informations détaillées sur environ 80 000 produits de plus de 1 000 marques participantes.

## Conseil d'administration
Présidence
- Jeff Harmening, président-directeur général, General Mills, Inc.

Vice-présidence
- Carolyn Tastad, présidente de groupe - Amérique du Nord et directrice des ventes, The Procter & Gamble Company

Trésorier/Secrétaire
- William B. Cyr, PDG de Fresh Pet, Inc.

### Membres notables
- Beth Ford, présidente et chef de la direction, Land O'Lakes, Inc.
- Geoff Freeman, président et chef de la direction, Consumer Brands Association
- Linda Rendle, présidente-directrice générale, The Clorox Company
- Mark Smucker, président et chef de la direction, The JM Smucker Company